# نلی زاکس
نلی زاکس (به آلمانی: Nelly Sachs) ‏ شاعر آلمانی مقیم سوئد بود.

## زندگی

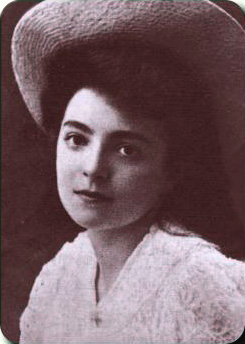
نلی زاکس، ۱۹۱۰

نلی زاکس در یک خانوادهٔ یهودی به سال ۱۸۹۱ در برلین به دنیا آمد. او تنها فرزند پدر کارخانه‌دارش بود و در بهار سال ۱۹۴۰، در آخرین لحظات از چنگال نازیها رهائی یافت و به کمک یکی از دوستان با مادرش به سوئد گریخت.
در آنجا نخست به آموختن زبان سوئدی پرداخت و سپس ضمن سرودن اشعار آلمانی، دست‌به‌کار ترجمهٔ آثار ادبی سوئدی به زبان آلمانی شد.
نلی زاکس از سال ۱۹۳۳ بر اثر تعقیب و شکنجه یهودیان دچار تشنج‌های شدید روحی و جسمی شد، و دو کتاب شعر نخستین وی زیر این تأثیر است.

## جایزه‌های ادبی
نلی زاکس جوایز ادبی بسیاری به دست آورد؛ از جمله در سال ۱۹۶۶ جایزهٔ ادبی نوبل به او و (ساموئل یوزف)، شاعر اسرائیلی تعلق گرفت، بخاطر: آثار نمایشی که در آن سرنوشت اسرائیل به تصویر درآمده است.

## آثار
نخستین کتاب شعرش همچنان که یاد شد به سرنوشت دردناک یهودیان اشاراتی مستقیم دارد و به نام «در خانه‌های مرگ» به سال ۱۹۴۷ در آلمان شرقی انتشار یافت.
شعرهای وی به اغلب زبان‌های زنده ترجمه شده است. نلی زاکس گذشته از شعر دارای آثار نمایشی نیز هست که برخی از آن‌ها به صورت نمایشنامههای رادیوئی به اجرا درآمده است.